# Molophilus pictipes
Molophilus pictipes là một loài ruồi trong họ Limoniidae. Chúng phân bố ở miền Australasia.